# Because You Live
Because You Live è un singolo del cantante statunitense Jesse McCartney, pubblicato il 30 settembre 2005 come quarto e ultimo estratto dal primo album in studio Beautiful Soul.

## Descrizione
Il brano è stato scritto da Chris Braide, Andreas Carlsson e Desmond Child, con gli ultimi due che he hanno curato anche la produzione. È uscito radiofonicamente il 30 settembre 2005.

## Video musicale
Il video del brano, diretto da Philip Andelman, mostra il cantante passeggiare in un viale, eseguire il brano dal vivo e viaggiare. Esiste una versione alternativa del video che ritrae McCartney cantare la canzone all'interno di una stanza.

## Tracce
CD single (Italia)
1. Because You Live (Radio Edit) – 3:18
2. Get Your Shine On (Single Version) – 3:12
3. Beautiful Soul (Drew Ferrante Mix) – 3:34

## Classifiche
| Classifica (2006) | Posizione massima |
| ----------------- | ----------------- |
| Italia            | 3                 |